# Ga Hoành Sơn
Hoành Sơn (tiếng Trung: 橫山) là ga trên Sân bay Đào Viên MRT tại Đại Viên, Đào Viên, Đài Loan. Nó mở cửa dịch vụ vào ngày 2 tháng 3 năm 2017.

## Tổng quan
Nhà ga trên cao có 2 ke ga và 2 đường ray. Chỉ có tàu chở hành khách dừng tại ga này. Nhà ga dài 153,6 mét (504 ft) và rộng 26,4 mét (87 ft). Nó mở cửa thử nghiệm vào ngày 2 tháng 2 năm 2017.
Nó là ga chuyển đổi trong dự án cùng với Tuyến xanh lá của Tàu điện ngầm Đào Viên.

## Dịch vụ tương lai
| Tuyến | Tên tuyến | Mã ga |
| ----- | --------- | ----- |
| G     |           | G18   |